# 21e étape du Tour d'Espagne 2019
Pour un article plus général, voir Tour d'Espagne 2019.
La 21e étape du Tour d'Espagne 2019 se déroule le dimanche 15 septembre 2019, sous la forme d'une étape de plaine par équipes, de Fuenlabrada jusqu'à Madrid, sur une distance de 106,6 km.

## Résultats

### Classement de l'étape
| \| Classement de l'étape \| Classement de l'étape \| Classement de l'étape \| Classement de l'étape \| Classement de l'étape \| \| Coureur \| Coureur \| Pays \| Équipe \| Temps \| \| --------------------- \| --------------------- \| --------------------- \| ---------------------- \| --------------------- \| \| 1er \| Fabio Jakobsen \| Pays-Bas \| Deceuninck-Quick Step \| 2 h 48 min 20 s \| \| 2e \| Sam Bennett \| Irlande \| Bora-Hansgrohe \| + 0 s \| \| 3e \| Szymon Sajnok \| Pologne \| CCC Team \| + 0 s \| \| 4e \| Jon Aberasturi \| Espagne \| Caja Rural-Seguros RGA \| + 0 s \| \| 5e \| Edvald Boasson Hagen \| Norvège \| Dimension Data \| + 0 s \| \| 6e \| Edward Theuns \| Belgique \| Trek-Segafredo \| + 0 s \| \| 7e \| Tosh Van der Sande \| Belgique \| Lotto-Soudal \| + 0 s \| \| 8e \| Clément Venturini \| France \| AG2R La Mondiale \| + 0 s \| \| 9e \| Marc Sarreau \| France \| Groupama-FDJ \| + 0 s \| \| 10e \| Dion Smith \| Nouvelle-Zélande \| Mitchelton-Scott \| + 0 s \| |                      |                  |                        |                 |
| |                      |                  |                        |                 |
| Source : ProCyclingStats |                      |                  |                        |                 |
| Classement de l'étape |                      |                  |                        |                 |
| Coureur | Coureur              | Pays             | Équipe                 | Temps           |
| 1er | Fabio Jakobsen       | Pays-Bas         | Deceuninck-Quick Step  | 2 h 48 min 20 s |
| 2e | Sam Bennett          | Irlande          | Bora-Hansgrohe         | + 0 s           |
| 3e | Szymon Sajnok        | Pologne          | CCC Team               | + 0 s           |
| 4e | Jon Aberasturi       | Espagne          | Caja Rural-Seguros RGA | + 0 s           |
| 5e | Edvald Boasson Hagen | Norvège          | Dimension Data         | + 0 s           |
| 6e | Edward Theuns        | Belgique         | Trek-Segafredo         | + 0 s           |
| 7e | Tosh Van der Sande   | Belgique         | Lotto-Soudal           | + 0 s           |
| 8e | Clément Venturini    | France           | AG2R La Mondiale       | + 0 s           |
| 9e | Marc Sarreau         | France           | Groupama-FDJ           | + 0 s           |
| 10e | Dion Smith           | Nouvelle-Zélande | Mitchelton-Scott       | + 0 s           |

## Classements à l'issue de l'étape

### Classement général
| \| Classement général \| Classement général \| Classement général \| Classement général \| Classement général \| \| Coureur \| Coureur \| Pays \| Équipe \| Temps \| \| ------------------ \| ------------------ \| ------------------ \| ------------------ \| ------------------ \| \| 1er \| Primož Roglič \| Slovénie \| Team Jumbo-Visma \| 83 h 07 min 31 s \| \| 2e \| Alejandro Valverde \| Espagne \| Movistar Team \| + 2 min 16 s \| \| 3e \| Tadej Pogačar \| Slovénie \| UAE Team Emirates \| + 2 min 38 s \| \| 4e \| Nairo Quintana \| Colombie \| Movistar Team \| + 3 min 29 s \| \| 5e \| Miguel Ángel López \| Colombie \| Astana \| + 4 min 31 s \| \| 6e \| Rafał Majka \| Pologne \| Bora-Hansgrohe \| + 7 min 16 s \| \| 7e \| Wilco Kelderman \| Pays-Bas \| Team Sunweb \| + 9 min 47 s \| \| 8e \| Carl Fredrik Hagen \| Norvège \| Lotto-Soudal \| + 12 min 54 s \| \| 9e \| Marc Soler \| Espagne \| Movistar Team \| + 22 min 10 s \| \| 10e \| Mikel Nieve \| Espagne \| Mitchelton-Scott \| + 22 min 17 s \| |                    |          |                   |                  |
| |                    |          |                   |                  |
| Source : ProCyclingStats |                    |          |                   |                  |
| Classement général |                    |          |                   |                  |
| Coureur | Coureur            | Pays     | Équipe            | Temps            |
| 1er | Primož Roglič      | Slovénie | Team Jumbo-Visma  | 83 h 07 min 31 s |
| 2e | Alejandro Valverde | Espagne  | Movistar Team     | + 2 min 16 s     |
| 3e | Tadej Pogačar      | Slovénie | UAE Team Emirates | + 2 min 38 s     |
| 4e | Nairo Quintana     | Colombie | Movistar Team     | + 3 min 29 s     |
| 5e | Miguel Ángel López | Colombie | Astana            | + 4 min 31 s     |
| 6e | Rafał Majka        | Pologne  | Bora-Hansgrohe    | + 7 min 16 s     |
| 7e | Wilco Kelderman    | Pays-Bas | Team Sunweb       | + 9 min 47 s     |
| 8e | Carl Fredrik Hagen | Norvège  | Lotto-Soudal      | + 12 min 54 s    |
| 9e | Marc Soler         | Espagne  | Movistar Team     | + 22 min 10 s    |
| 10e | Mikel Nieve        | Espagne  | Mitchelton-Scott  | + 22 min 17 s    |

| Classement par points | Classement par points | Classement par points | Classement par points | Classement par points |
| Coureur               | Coureur               | Pays                  | Équipe                | Points                |
| --------------------- | --------------------- | --------------------- | --------------------- | --------------------- |
| 1er                   | Primož Roglič         | Slovénie              | Team Jumbo-Visma      | 155 pts               |
| 2e                    | Tadej Pogačar         | Slovénie              | UAE Team Emirates     | 136 pts               |
| 3e                    | Sam Bennett           | Irlande               | Bora-Hansgrohe        | 134 pts               |
| 4e                    | Alejandro Valverde    | Espagne               | Movistar Team         | 132 pts               |
| 5e                    | Nairo Quintana        | Colombie              | Movistar Team         | 100 pts               |
| 6e                    | Miguel Ángel López    | Colombie              | Astana                | 76 pts                |
| 7e                    | Philippe Gilbert      | Belgique              | Deceuninck-Quick Step | 73 pts                |
| 8e                    | Dylan Teuns           | Belgique              | Bahrain-Merida        | 69 pts                |
| 9e                    | Tosh Van der Sande    | Belgique              | Lotto-Soudal          | 63 pts                |
| 10e                   | Sergio Higuita        | Colombie              | EF Education First    | 62 pts                |

| Classement par points | Classement par points | Classement par points | Classement par points | Classement par points |
| Coureur               | Coureur               | Pays                  | Équipe                | Points                |
| --------------------- | --------------------- | --------------------- | --------------------- | --------------------- |
| 1er                   | Primož Roglič         | Slovénie              | Team Jumbo-Visma      | 155 pts               |
| 2e                    | Tadej Pogačar         | Slovénie              | UAE Team Emirates     | 136 pts               |
| 3e                    | Sam Bennett           | Irlande               | Bora-Hansgrohe        | 134 pts               |
| 4e                    | Alejandro Valverde    | Espagne               | Movistar Team         | 132 pts               |
| 5e                    | Nairo Quintana        | Colombie              | Movistar Team         | 100 pts               |
| 6e                    | Miguel Ángel López    | Colombie              | Astana                | 76 pts                |
| 7e                    | Philippe Gilbert      | Belgique              | Deceuninck-Quick Step | 73 pts                |
| 8e                    | Dylan Teuns           | Belgique              | Bahrain-Merida        | 69 pts                |
| 9e                    | Tosh Van der Sande    | Belgique              | Lotto-Soudal          | 63 pts                |
| 10e                   | Sergio Higuita        | Colombie              | EF Education First    | 62 pts                |

| Classement de la montagne | Classement de la montagne | Classement de la montagne | Classement de la montagne     | Classement de la montagne |
| Coureur                   | Coureur                   | Pays                      | Équipe                        | Points                    |
| ------------------------- | ------------------------- | ------------------------- | ----------------------------- | ------------------------- |
| 1er                       | Geoffrey Bouchard         | France                    | AG2R La Mondiale              | 76 pts                    |
| 2e                        | Ángel Madrazo             | Espagne                   | Burgos-BH                     | 44 pts                    |
| 3e                        | Sergio Samitier           | Espagne                   | Euskadi Basque Country-Murias | 42 pts                    |
| 4e                        | Tadej Pogačar             | Slovénie                  | UAE Team Emirates             | 38 pts                    |
| 5e                        | Tao Geoghegan Hart        | Royaume-Uni               | Team Ineos                    | 35 pts                    |
| 6e                        | Wout Poels                | Pays-Bas                  | Team Ineos                    | 31 pts                    |
| 7e                        | Alejandro Valverde        | Espagne                   | Movistar Team                 | 29 pts                    |
| 8e                        | Sergio Henao              | Colombie                  | UAE Team Emirates             | 27 pts                    |
| 9e                        | Jakob Fuglsang            | Danemark                  | Astana                        | 24 pts                    |
| 10e                       | Mikel Bizkarra            | Espagne                   | Euskadi Basque Country-Murias | 22 pts                    |

| Classement de la montagne | Classement de la montagne | Classement de la montagne | Classement de la montagne     | Classement de la montagne |
| Coureur                   | Coureur                   | Pays                      | Équipe                        | Points                    |
| ------------------------- | ------------------------- | ------------------------- | ----------------------------- | ------------------------- |
| 1er                       | Geoffrey Bouchard         | France                    | AG2R La Mondiale              | 76 pts                    |
| 2e                        | Ángel Madrazo             | Espagne                   | Burgos-BH                     | 44 pts                    |
| 3e                        | Sergio Samitier           | Espagne                   | Euskadi Basque Country-Murias | 42 pts                    |
| 4e                        | Tadej Pogačar             | Slovénie                  | UAE Team Emirates             | 38 pts                    |
| 5e                        | Tao Geoghegan Hart        | Royaume-Uni               | Team Ineos                    | 35 pts                    |
| 6e                        | Wout Poels                | Pays-Bas                  | Team Ineos                    | 31 pts                    |
| 7e                        | Alejandro Valverde        | Espagne                   | Movistar Team                 | 29 pts                    |
| 8e                        | Sergio Henao              | Colombie                  | UAE Team Emirates             | 27 pts                    |
| 9e                        | Jakob Fuglsang            | Danemark                  | Astana                        | 24 pts                    |
| 10e                       | Mikel Bizkarra            | Espagne                   | Euskadi Basque Country-Murias | 22 pts                    |

| Classement du meilleur jeune | Classement du meilleur jeune | Classement du meilleur jeune | Classement du meilleur jeune  | Classement du meilleur jeune |
| Coureur                      | Coureur                      | Pays                         | Équipe                        | Temps                        |
| ---------------------------- | ---------------------------- | ---------------------------- | ----------------------------- | ---------------------------- |
| 1er                          | Tadej Pogačar                | Slovénie                     | UAE Team Emirates             | 83 h 10 min 09 s             |
| 2e                           | Miguel Ángel López           | Colombie                     | Astana                        | + 1 min 53 s                 |
| 3e                           | James Knox                   | Royaume-Uni                  | Deceuninck-Quick Step         | + 20 min 14 s                |
| 4e                           | Sergio Higuita               | Colombie                     | EF Education First            | + 29 min 39 s                |
| 5e                           | Ruben Guerreiro              | Portugal                     | Katusha-Alpecin               | + 39 min 27 s                |
| 6e                           | Tao Geoghegan Hart           | Royaume-Uni                  | Team Ineos                    | + 1 h 01 min 26 s            |
| 7e                           | Kilian Frankiny              | Suisse                       | Groupama-FDJ                  | + 1 h 09 min 04 s            |
| 8e                           | Óscar Rodríguez Garaicoechea | Espagne                      | Euskadi Basque Country-Murias | + 1 h 10 min 36 s            |
| 9e                           | Ben O'Connor                 | Australie                    | Dimension Data                | + 1 h 23 min 15 s            |
| 10e                          | Sepp Kuss                    | États-Unis                   | Team Jumbo-Visma              | + 1 h 32 min 55 s            |

| Classement du meilleur jeune | Classement du meilleur jeune | Classement du meilleur jeune | Classement du meilleur jeune  | Classement du meilleur jeune |
| Coureur                      | Coureur                      | Pays                         | Équipe                        | Temps                        |
| ---------------------------- | ---------------------------- | ---------------------------- | ----------------------------- | ---------------------------- |
| 1er                          | Tadej Pogačar                | Slovénie                     | UAE Team Emirates             | 83 h 10 min 09 s             |
| 2e                           | Miguel Ángel López           | Colombie                     | Astana                        | + 1 min 53 s                 |
| 3e                           | James Knox                   | Royaume-Uni                  | Deceuninck-Quick Step         | + 20 min 14 s                |
| 4e                           | Sergio Higuita               | Colombie                     | EF Education First            | + 29 min 39 s                |
| 5e                           | Ruben Guerreiro              | Portugal                     | Katusha-Alpecin               | + 39 min 27 s                |
| 6e                           | Tao Geoghegan Hart           | Royaume-Uni                  | Team Ineos                    | + 1 h 01 min 26 s            |
| 7e                           | Kilian Frankiny              | Suisse                       | Groupama-FDJ                  | + 1 h 09 min 04 s            |
| 8e                           | Óscar Rodríguez Garaicoechea | Espagne                      | Euskadi Basque Country-Murias | + 1 h 10 min 36 s            |
| 9e                           | Ben O'Connor                 | Australie                    | Dimension Data                | + 1 h 23 min 15 s            |
| 10e                          | Sepp Kuss                    | États-Unis                   | Team Jumbo-Visma              | + 1 h 32 min 55 s            |

| Classement par équipes | Classement par équipes        | Classement par équipes | Classement par équipes |
| Équipe                 | Équipe                        | Pays                   | Temps                  |
| ---------------------- | ----------------------------- | ---------------------- | ---------------------- |
| 1re                    | Movistar Team                 | Espagne                | 248 h 26 min 24 s      |
| 2e                     | Astana                        | Kazakhstan             | + 51 min 38 s          |
| 3e                     | Team Jumbo-Visma              | Pays-Bas               | + 2 h 04 min 33 s      |
| 4e                     | Mitchelton-Scott              | Australie              | + 2 h 26 min 47 s      |
| 5e                     | AG2R La Mondiale              | France                 | + 3 h 14 min 43 s      |
| 6e                     | Team Sunweb                   | Allemagne              | + 3 h 20 min 18 s      |
| 7e                     | Euskadi Basque Country-Murias | Espagne                | + 3 h 39 min 09 s      |
| 8e                     | Bahrain-Merida                | Bahreïn                | + 3 h 45 min 14 s      |
| 9e                     | Dimension Data                | Afrique du Sud         | + 3 h 56 min 09 s      |
| 10e                    | Ineos                         | Royaume-Uni            | + 4 h 01 min 02 s      |

| Classement par équipes | Classement par équipes        | Classement par équipes | Classement par équipes |
| Équipe                 | Équipe                        | Pays                   | Temps                  |
| ---------------------- | ----------------------------- | ---------------------- | ---------------------- |
| 1re                    | Movistar Team                 | Espagne                | 248 h 26 min 24 s      |
| 2e                     | Astana                        | Kazakhstan             | + 51 min 38 s          |
| 3e                     | Team Jumbo-Visma              | Pays-Bas               | + 2 h 04 min 33 s      |
| 4e                     | Mitchelton-Scott              | Australie              | + 2 h 26 min 47 s      |
| 5e                     | AG2R La Mondiale              | France                 | + 3 h 14 min 43 s      |
| 6e                     | Team Sunweb                   | Allemagne              | + 3 h 20 min 18 s      |
| 7e                     | Euskadi Basque Country-Murias | Espagne                | + 3 h 39 min 09 s      |
| 8e                     | Bahrain-Merida                | Bahreïn                | + 3 h 45 min 14 s      |
| 9e                     | Dimension Data                | Afrique du Sud         | + 3 h 56 min 09 s      |
| 10e                    | Ineos                         | Royaume-Uni            | + 4 h 01 min 02 s      |